# Seznam islamskih izrazov
Seznam islamskih izrazov obsega izraze, ki so uporabljeni v islamski veri.

## A
ašura - 
ahmadija - 
ahmadit - 
ajatola - 
asabija -
ašarija -
ašarisezm - 

## B
babizem - 
bahajstvo -
bajram -
batin - 

## D
druzi - 
džamahirija -
džemat -
džamija - 
džematski medžlis -
džihad -

## E
Ejd Ul Adha - 
Ejd Ul Fitr - 

## F
Fetva - 
Fikh -

## H
hadis - 
hadž -
hakika -  
hanafizem - 
hanbalizem - 
haridžizem - 
hidžab -
hidžra -

## I
ibadet -
ibaditi -
ibadizem -
imam - 
islam - 
ismailiti (tudi ismailci) -

## J
džabarizem - 

## K
Kaba - 
kalam - 
kalif - 
Karbala (tudi Kerbela) - 
kismet - 
Koran - 
kurban - 
kurbanbajram (tudi hadžijski bajram) -
kufr - 
kadarizem -
kadi -

## M
madhab -
madžusi - 
Mahdi - 
mahdizem - 
malikizem - 
Mašhad (tudi Mešhed) - 
maturidizem - 
Medina - 
medžlis -
Meka - 
mešihat -
mihrab - 
minaret - 
Mohamed - 
mošeja - 
mudaris - 
mudžtahid - 
mudžiza - 
mufti - 
muftiluk -
mula - 
murasala - 
murdžiizem - 
murted - 
musala - 
mutezilizem - 
mujezin (tudi muezin) -

## N
nabi -
nafaka -
namaz -

## P
prerok - paša -

## R
ramadan (tudi ramazan) -
ramadani šerif -
ramadanski bajram -
ramadanski post -

## S
sahur (tudi sufur) - 
salam -
salam alejkum - 
salat - 
šafiizem -
šahada -
šahid - 
sufi - 
sufizem -
sultan - 
suna - 
suniti -

## Š
šahada -
šerefa - 
šeriat (tudi šarija) - 
šiit - 
šiizem (tudi šiitstvo) -

## T
tafsir -
takbir - 
taklid -
taliban -
taravija -
tarikat -
tavba -
tavhid -

## V
vahabiti -
vahabizem - 

## Z
zajdit - 
zakat - 
zikr -
zulm